# Can Sagalés (Premià de Mar)
Can Sagalés és una obra de Premià de Mar (Maresme) protegida com a Bé Cultural d'Interès Local.

## Descripció
Edifici a quatre vents de planta rectangular format per tres crugies paral·leles a la façana principal. L'escala d'accés a la planta de l'habitatge és lateral, exterior i d'un sol tram. La coberta és a quatre vessants i de teula àrab.
L'immoble està orientat a sud. La planta baixa presenta un aspecte massís. L'escala lateral dona accés a la planta noble. A partir de la planta pis la façana és simètrica dividida en un cos central de major alçada i dos laterals. La terrassa amb balustrada és a primer terme. El cos central té una porta de sortida a la terrassa. Al segon pis hi ha quatre finestres lobulades i a les golfes tres finestres de mig punt. Els cossos laterals tenen porta cap a la terrassa.
La casa està envoltada per un jardí i té una piscina a la part posterior.